# Charles Tillot

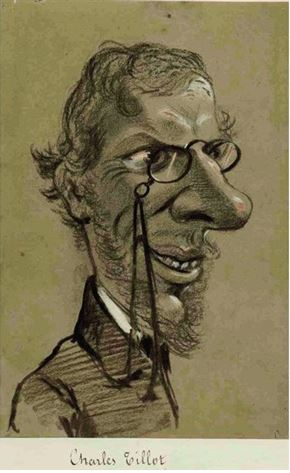
Nadar (1820–1910): Karikatur des Malers Charles Tillot

Charles-Victor Tillot (* 9. April 1825 in Rouen; † 3. Juni 1906 in Paris, 6. Arrondissement) war ein französischer Maler, Kunstkritiker, Fotograf und Kunstsammler des 19. Jahrhunderts. Er stand sowohl der Schule von Barbizon als auch dem Impressionismus nahe.

## Leben
Charles Tillot wurde 1825 in Rouen geboren. Er war der Sohn des Journalisten Claude Tillot, der Direktor der Tageszeitung Le Siècle war. Die Familie zog 1839 nach Paris, wo Tillot Schüler von Hendrik Scheffer und Théodore Rousseau wurde. In den 1840er Jahren erwarb er ein Landhaus in Barbizon, das zu einem Zentrum der gleichnamigen Künstlerkolonie geworden war. Dort freundete er sich mit Jean-François Millet an. Charles Tillot und seine Frau übernahmen für einige Zeit die Pflege Millets und wurden Taufpaten von dessen Tochter Anne-Marie. Nach Millets Tod im Jahr 1875 war Tillot maßgeblich an der Organisation der Auktion seiner Werke im Hôtel Drouot beteiligt und verfasste den begleitenden Katalog.
Seine erste Ausstellung im Pariser Salon hatte er 1846 mit einem Selbstporträt (Portrait de l’auteur). Es folgten weitere Beiträge im Jahr 1849 (Souvenir des Pyrénées) und 1855 (Intérieur de forêt). In den 1870er Jahren wandte er sich dem impressionistischen Kreis um Edgar Degas zu und nahm ab der zweiten Impressionisten-Ausstellung 1876 an insgesamt sechs der acht Impressionisten-Ausstellungen teil (ausgenommen 1874 und 1882).
Charles Tillot arbeitete als Kunstkritiker für Le Siècle und wurde auch von Charles Baudelaire wahrgenommen. Seit 1871 war er Mitglied der Société française de photographie. Seine fotografische Tätigkeit ist ab etwa 1880 belegt. Er zog sich später zunehmend aus dem öffentlichen Kunstbetrieb zurück. Die Mehrheit seiner Gemälde ist heute verschollen. Im Musée d’Orsay sind nur einige seiner Fotografien, insbesondere aus dem Zyklus Vues instantanées et paysages, erhalten. Charles Tillot starb 1906 in Paris.

## Werk

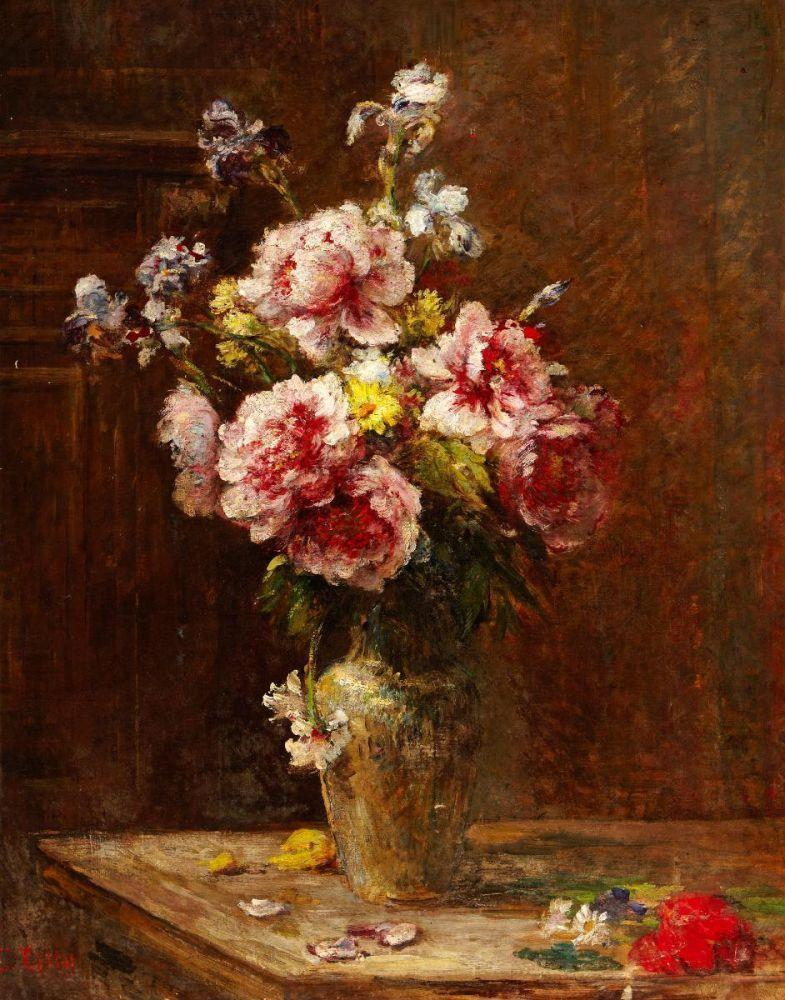
Charles-Victor Tillot: Fleurs (Blumenstillleben)

Charles Tillot schuf vorwiegend Landschaften und Blumenstücke, die stilistisch zwischen Realismus und Impressionismus einzuordnen sind. In seinen Werken betont er Licht- und Atmosphäreffekte, oft in dichten, natürlichen Szenerien. Bei der zweiten Impressionisten-Ausstellung im Jahr 1876 zeigte er sechs Werke (Landschaften und Blumen), bei der achten Impressionisten-Ausstellung im Jahr 1886 präsentierte er zusätzlich Zeichnungen in chinesischer Tusche. Einige seiner Gemälde wurden mit denen von Gustave Courbet verwechselt. Laut Gerald Schurr wurden Tillots Signaturen gelegentlich entfernt, um die Werke als Courbets auszugeben. Diese Zuschreibungen sind jedoch nicht eindeutig belegt. 
Seine fotografische Arbeit zeichnet sich durch eine dokumentarische Herangehensweise aus. Der Zyklus Vues instantanées et paysages mit Momentaufnahmen von Landschaften und Städten ist im Musée d’Orsay archiviert. Tillot war zudem ein Sammler von Kunstwerken, darunter Zeichnungen von Eugène Delacroix. Da nur wenige seiner Werke in öffentlichen Sammlungen vorhanden sind, ist sein Œuvre überwiegend über Auktionskataloge und Onlineplattformen dokumentiert. Die Auktionspreise seiner Werke, wie etwa La plage de Villers-sur-Mer, lagen im mittleren vierstelligen Bereich.